# 豆雁棘口吸虫
豆雁棘口吸虫（学名：Echinostoma anseris）为棘口科棘口属的动物。分布于日本、西伯利亚以及中国大陆的北京等地，营寄生生活，宿主家鸭（北京）、豆雁（日本、西伯利亚）、秧鸡（日本）以及寄生于小肠和盲肠。

## 外部連結
- 寄生蟲學-Nematoda(線蟲)-Echinostoma spp.(棘口吸蟲)（页面存档备份，存于）